# 寵物龜
世界上許多國家的人民都飼養烏龜（包含陸龜及澤龜）作為寵物。 18世紀英國自然學者吉爾伯·懷特牧師（Gilbert White）筆下的Timothy可能是其中最有名的，牠是一隻雌性的陸龜；因而，後來的英國人常常將他們的寵物陸龜取名為"Timothy"。  另一個常見的市售陸龜是蘇卡達象龜，常可在歐美的寵物店購得，但商人常常故意不告知顧客這種陸龜成體後可重達68公斤。
需要注意的是，陸龜與澤龜最不一樣的地方是澤龜在陸地而龜板向上時可以自行翻轉而陸龜則不行。

## 寵物龜的購買
在購買任何陸龜或澤龜作為寵物之前應該先就相關資訊進行蒐集、研究。 許多寵物龜販售者從野外捕捉龜來販售，這種行為促使自然棲息地的龜類族群不斷地減少。許多龜類在運送到販售者的途中常處於不適當的處置，以至於生病甚至於死亡。 許多寵物商店並未有專業的飼育人員，而無法查知烏龜生病的徵兆。 不知情的顧客往往購買到已經生病的烏龜，直到病情更惡化時才察覺到問題不對。許多野生的個體不能適應人工飼養的環境，最終失去了健康。 

## 購買之前
與一般大眾的認知相反，作為寵物，龜類並不如想像中容易飼養。即使許多龜類是被販售作為孩童的寵物，仍需要在成人的監督下照料及提供最基本的飼育環境。 在適當的照料下，澤龜可存活30至40年，陸龜及箱龜更能存活60到100年甚至於更久，因此是否飼養一隻烏龜必須要慎思考慮。

## 食物
大多數的澤龜都是雜食性的，同時攝取動物及植物。幼體時會攝取較多的肉類，隨著年齡增長改而食用愈來愈多的植物。 有些澤龜例如大鱷龜，攝取的食物大多是肉類，在野外牠們吃魚、甲殼類動物、屍體，有時甚至吃粗心大意的水鳥。其他澤龜例如巴西龜及油彩龜，基本上是雜食性的，攝取各種水生動植物。而絕大多數的陸龜都是百分之百的素食者。

## 人工飼養常見的問題
以下是幾個人工飼養龜類作為寵物常見的問題。購買任何寵物之前，都必須對如何照料牠們作完整的研究。相較於其他寵物，在網際網路及商店能找到的寵物龜飼養資訊要少的多。多比較不同來源的飼養資訊以確保該資訊是最正確的，是較明智的最法。持續從兩棲爬蟲學者及受過良好訓練的獸醫中取得最新的飼育資訊。
- 新陳代謝骨質疾病及相關問題- 甲殼變形、軟殼、過長的喙及腳趾甲、缺乏UVB及陽光。
- 無法順利產卵（卡蛋）。
- 飼育環境不良──細菌感染及爛殼症、黴菌感染、呼吸道感染、脫腸、生活品質不良、遭忽視。
- 過胖──器官病變、壽命縮短。
- 飼主不願花錢就醫。
- 飼主未查詢飼養資訊。

## 人畜共通疾病
在飼養龜類上有一些事項必須要注意。任何爬蟲動物都可能帶有沙門氏菌。 澤龜的消化系統可能存有這種細菌，它並不會讓龜生病並能定期散佈出體外。飼主在接觸烏龜及其飼養環境後若未徹底洗手，就可能會生病。孩童及免疫系統受損者最易受到感染。最壞的情形下可能會導致死亡。 為了防止未受監督的孩童將小龜放入他們的嘴中，美國食品藥品監督管理局(FDA)在1975年公佈一項規定，禁止販售4英吋以下的澤龜。沙門氏菌可藉由徹底的清潔手部來預防。 無論在美國哪一州，販售4英吋以下的澤龜都是違法的。儘管如此，許多商店仍利用美國食品藥品監督管理局(FDA)管制的漏洞來販售小龜。 法規規定基於"教育目的"的4英吋以下澤龜的販賣是被允許的， 因此許多商店刊登標示表示他們販售小龜是基於教育目的。 但事實上，他們販售給任何想要購買小龜的人。 當被報導後，這些違法商人可能因此而遵循法令，或者小龜被政府充公甚至常見地被銷毀

## 合法性
美國有些州的法令限制擁有巴西龜作為寵物，因為牠們被視為侵入性物種或是有害動物。巴西龜的原生地不在那些州，但卻因寵物交易而被傳入。

## 常見寵物龜

### 澤龜及箱龜
- 草龜（金龜）
- 斑龜（花龜）
- 屋頂麝香龜（刀背蛋龜）
- 紅耳龜（巴西龜）
- 澳洲长颈龟（蛇颈龟）
- 黃頭側頸龜（忍者龜）
- 錦龜（油彩龜）
- 豬鼻龜（飛河龜）
- 鑽紋龜
- 黃喉擬水龜（柴棺龜、石金錢龜）
- 黃緣盒龜（食蛇龜）
- 太陽龜
- 南美彩龜（斑彩龜）
- 鱷龜
- 地圖龜

### 陸龜
- 蘇卡達象龜（盾臂龜）
- 豹紋陸龜
- 餅乾龜
- 亞達伯拉象龜
- 紅腿象龜
- 黃腿象龜
- 緬甸陸龜
- 印度星龜
- 赫曼陸龜    （有東部赫曼和西部赫曼）
- 四趾陸龜（俄羅斯陸龜）
- 緣翹陸龜
- 歐洲陸龜